# Cantinoa
Cantinoa, biljni rod iz porodiceusnatica smješten u podtribus Hyptidinae, dio tribusa Salviae. Opisan je u Phytotaxa 58: 8. 2012. Sastoji se od 26, uglavnom južnoameričkih vrsta polugrmova i grmova, a dvije vrste prisutne su i u Srednjoj i Sjevernoj Americi (Florida)

## Etimologija
Latinsko ime roda Cantinoa je u čast Philipa D. Cantina (ili Philip Douglas Cantino) (r. 1948.), američkog botaničara na Sveučilištu Ohio. Specijalizirao se za biljke porodice Lamiaceae.

## Vrste
1. Cantinoa althaeifolia (Pohl ex Benth.) Harley & J.F.B.Pastore
2. Cantinoa americana (Aubl.) Harley & J.F.B.Pastore; uvezena u Afriku i Aziju
3. Cantinoa carpinifolia (Benth.) Harley & J.F.B.Pastore
4. Cantinoa colombiana (Epling) Harley & J.F.B.Pastore
5. Cantinoa dubia (Pohl ex Benth.) Harley & J.F.B.Pastore
6. Cantinoa duplicatodentata (Pohl ex Benth.) Harley & J.F.B.Pastore
7. Cantinoa erythrostachys (Epling) Harley & J.F.B.Pastore
8. Cantinoa heterodon (Epling) Harley & J.F.B.Pastore
9. Cantinoa impar (Epling) Harley & J.F.B.Pastore
10. Cantinoa indivisa (Pilg.) Harley & J.F.B.Pastore
11. Cantinoa lythroides (Pohl ex Benth.) A.Soares & Harley
12. Cantinoa macrotera (Briq.) Harley & J.F.B.Pastore
13. Cantinoa multiseta (Benth.) Harley & J.F.B.Pastore
14. Cantinoa muricata (Schott ex Benth.) Harley & J.F.B.Pastore
15. Cantinoa mutabilis (Rich.) Harley & J.F.B.Pastore
16. Cantinoa nanuzae Harley
17. Cantinoa pinetorum (Epling) Harley & J.F.B.Pastore
18. Cantinoa plectranthoides (Benth.) Harley & J.F.B.Pastore
19. Cantinoa propinqua (Epling) Harley & J.F.B.Pastore
20. Cantinoa racemulosa (Mart. ex Benth.) Harley & J.F.B.Pastore
21. Cantinoa rubicunda (Pohl ex Benth.) Harley & J.F.B.Pastore
22. Cantinoa similis (Epling) Harley & J.F.B.Pastore
23. Cantinoa stricta (Benth.) Harley & J.F.B.Pastore
24. Cantinoa subrotunda (Pohl ex Benth.) Harley & J.F.B.Pastore
25. Cantinoa villicaulis (Epling) Harley & J.F.B.Pastore
26. Cantinoa violacea (Pohl ex Benth.) Harley & J.F.B.Pastore
27. Cantinoa ×obvallata (Spreng. ex Benth.) Harley & J.F.B.Pastore